# Rockin'
Rockin' är det tionde albumet av den Kanadensiska gruppen The Guess Who utgivet 1972 men är bara det åttonde med sångaren Burton Cummings. (På de två första albumen var Chad Allen sångare och bandledare. Albumet har en tydlig Pop / Rock / Jazz och Balladkaraktär.

## Låtlista
1. Heartbroken Bopper - 4:58 (Burton Cummings / Kurt Winter)
2. Get Your Ribbons On - 2:38 (Burton Cummings / Kurt Winter)
3. Smoke Big Faktory - 4:01 (Burton Cummings / Kurt Winter / Jim Kale)
4. Arrivederci Girl - 2:32 (Burton Cummings)
5. Guns, Guns, Guns - 5:02 (Burton Cummings)
6. Running Bear - 3:03 (Jiles Perry "Big Bopper" Richardson Jr.)
7. Back To The City - 3:44 (Burton Cummings / Kurt Winter)
8. Your Nashville Sneakers - 2:57 (Burton Cummings)
9. Herbert’s A Loser - 3:34 (Kurt Winter / Greg Leskiw)
10. Hi Rockers Medley - 6:55 - (1) Heaven Only Moved Once Yesterday (Kurt Winter / Bill Wallace / Schmidt) - (2) Don’t You Want Me (Burton Cummings)
11. Sea Of Love - 1:53 (Phillip Baptiste / George Khoury)
12. Heaven Only Moved Once yesterday/Lost Sheep - 6:22 (Kurt Winter / Bill Wallace / Schmidt)

Spår 11 Och 12 Är Två Ej Tidigare Utgivna Bonusspår - Ej Med På LP Versionen Utan Endast Utgiven På CD Versionen Av Albumet.

## Medverkande
- Burton Cummings - Sång, Piano
- Greg Leskiw  - Elektrisk Gitarr, Akustisk Gitarr, Bakgrundssång
- Kurt Winter  - Elektrisk Gitarr, Akustisk Gitarr, Bakgrundssång
- Jim Kale - Basgitarr, Bakgrundssång
- Gary Peterson - Trummor, Percussion

- Producent Jack Richardson För Nimbus 9 Productions / RCA Records LSP 4602
- CD Utgåva Från 2010. Skivnummer RCA Records / ICON CLASSIC Records ICON 1016 (8 8697-60362-2 5)